# 女流名人戦 (囲碁)
女流名人戦博多・カマチ杯（じょりゅうめいじんせんはかた・カマチはい）は、1988年に創設された囲碁の女流棋士による棋戦で、日本棋院と関西棋院の棋士が参加する。1-20期は夕刊フジ、21-31期は産経新聞が日本棋院とともに主催したが2019年で撤退し、1年間の休止を経て、2021年から3社の協賛体制に変わった。

## 概要
1988年に創設。現行女流棋戦としては、1982年創設の女流本因坊戦（前身の女流選手権戦を含めると1952年創設）に次いで長い歴史を持つ。1973-1975年にも同名の囲碁棋戦「女流名人戦」（主催：日本テレビ）が行われていたが（後述）、直接の関わりは無い。
第1-20期の主催紙は夕刊フジ。2008年の第21期より主催紙が産経新聞に変更され、日曜日の特集面で観戦記の掲載が続けられていた。
2019年、第31期挑戦手合三番勝負第3局観戦記（下）が掲載された産経新聞の紙面上で、産経新聞社が主催を終えることが発表された。産経新聞社は大阪本社発行版でのみ発刊を続ける夕刊に掲載していた産経プロアマトーナメント戦の主催も2018年度を最後に撤退。十段戦のみ継続することになった。
後継となるスポンサーが定まっていなかったために2020年の名人戦は休止となったが、博多・カマチ杯女流オープン戦を協賛していた巨樹の会が2020年10月にスポンサーになってくれたため、2021年から再開された。その結果、博多・カマチ杯は1期のみで終了となり、新たに女流名人戦に博多・カマチ杯の称号が付けられるようになった。
- 主催：日本棋院
- 協賛：巨樹の会、トータル・メディカルサービス、コニカミノルタジャパン（いずれも32期 - ）
- 協力：関西棋院、キヤノンメディカルシステムズ（32期 - ）
- 優勝賞金：700万円（2021年・32期 - ）
  - 2012年（24期）までは510万円、2013-2016年（25-28期）は500万円、2017-2019年（29-31期）は350万円
- 挑戦手合の勝者は女流名人の称号を得る。また5連覇により名誉女流名人の資格を得る。謝依旻と藤沢里菜が、名誉女流名人の資格保持者。襲名は、現役引退後もしくは60歳を過ぎた後となる。

## 実施方式
- 第1-2期は、予選勝ち抜き者8名によるスイス式トーナメント4回戦で優勝者を決定。予選にアマチュアも参加した。
- 第3期より、16名による敗者復活方式によるトーナメント戦を勝ち抜いた挑戦者が、前年の女流名人に挑戦する。
- 第21期より29期まで主催紙が産経新聞へ変更されたのに合わせて、囲碁の女流棋戦としては初めてリーグ戦方式が採用された。
  - リーグの定員は7名。リーグの優勝者が挑戦手合に出場。残留は上位4名。
- 第30期と31期は、再び16名によるトーナメント戦に。敗者復活戦は無くなり、優勝者が挑戦手合出場[4]。
- 第32期以降は、再度リーグ戦に。優勝者が挑戦手合出場。
- 挑戦手合は三番勝負。
- コミは第1-15期は5目半、16期より6目半。
- 持時間は、第1-15期は各5時間、16期から各4時間、19期から各3時間。

## 歴代優勝者と挑戦手合
第1-2期は8名での4回戦スイス式トーナメント、第3期以降は前年優勝者との挑戦手合。
○●は勝者から見た勝敗。網掛けは前期タイトル保持者。
| 期 | 開催年 | 優勝者     | 備考              | 備考              |
| -- | ------ | ---------- | ----------------- | ----------------- |
| 1  | 1989年 | 宮崎志摩子 | 8名でのスイス方式 | 8名でのスイス方式 |
| 2  | 1990年 | 青木喜久代 | 8名でのスイス方式 | 8名でのスイス方式 |
| 期 | 開催年 | 優勝者     | 勝敗              | 準優勝者          |
| 3  | 1991年 | 杉内寿子   | 2-1               | 青木喜久代        |
| 4  | 1992年 | 杉内寿子   | 2-0               | 青木喜久代        |
| 5  | 1993年 | 杉内寿子   | 2-0               | 青木喜久代        |
| 6  | 1994年 | 杉内寿子   | 2-1               | 小川誠子          |
| 7  | 1995年 | 加藤朋子   | 2-0               | 杉内寿子          |
| 8  | 1996年 | 西田栄美   | 2-1               | 加藤朋子          |
| 9  | 1997年 | 西田栄美   | ○○                | 小川誠子          |
| 10 | 1998年 | 西田栄美   | ○○                | 小川誠子          |
| 11 | 1999年 | 青木喜久代 | ○○                | 西田栄美          |
| 12 | 2000年 | 青木喜久代 | ○○                | 小林泉美          |
| 13 | 2001年 | 小林泉美   | ○○                | 青木喜久代        |
| 14 | 2002年 | 青木喜久代 | ○○                | 小林泉美          |
| 15 | 2003年 | 小林泉美   | ○○                | 青木喜久代        |
| 16 | 2004年 | 小林泉美   | ○○                | 祷陽子            |
| 17 | 2005年 | 小山栄美   | ●○○               | 小林泉美          |
| 18 | 2006年 | 青木喜久代 | ○○                | 小山栄美          |
| 19 | 2007年 | 加藤啓子   | ○●○               | 青木喜久代        |
| 20 | 2008年 | 謝依旻     | ○○                | 加藤啓子          |
| 21 | 2009年 | 謝依旻     | ○●○               | 知念かおり        |
| 22 | 2010年 | 謝依旻     | ○○                | 向井千瑛          |
| 23 | 2011年 | 謝依旻     | ●○○               | 向井千瑛          |
| 24 | 2012年 | 謝依旻     | ○○                | 向井千瑛          |
| 25 | 2013年 | 謝依旻     | ○○                | 奥田あや          |
| 26 | 2014年 | 謝依旻     | ○●○               | 加藤啓子          |
| 27 | 2015年 | 謝依旻     | ○○                | 鈴木歩            |
| 28 | 2016年 | 謝依旻     | ○●○               | 青木喜久代        |
| 29 | 2017年 | 藤沢里菜   | ○○                | 謝依旻            |
| 30 | 2018年 | 藤沢里菜   | ○○                | 矢代久美子        |
| 31 | 2019年 | 藤沢里菜   | ●○○               | 謝依旻            |
| -  | 2020年 | -          | (休止)            | -                 |
| 32 | 2021年 | 藤沢里菜   | ○○                | 上野愛咲美        |
| 33 | 2022年 | 藤沢里菜   | ○○                | 仲邑菫            |
| 34 | 2023年 | 上野愛咲美 | ○○                | 藤沢里菜          |
| 35 | 2024年 | 藤沢里菜   | ○○                | 上野愛咲美        |
| 36 | 2025年 | 上野愛咲美 | ○○                | 藤沢里菜          |

## リーグ戦
第21期から実施している。ただし30期と31期は実施なし。◎はタイトル挑戦権獲得者。▼はリーグ陥落。5期以上のタイトルを獲得した棋士の名前には着色している（参考）。なお第36期は仲邑が韓国棋院移籍に伴い予選からの枠が1枠増加した。
| 期 | 女流名人   |  | 1            | 2            | 3            | 4            |           | 5          | 5            | 5           |   |
| -- | ---------- |  | ------------ | ------------ | ------------ | ------------ | --------- | ---------- | ------------ | ----------- | - |
| 21 | 謝依旻     |  | 加藤啓子     | 小林泉美 ▼   | 梅沢由香里   | 鈴木歩       |           | 吉田美香 ▼ | 知念かおり ◎ | 向井千瑛 ▼  |   |
| 22 | 謝依旻     |  | 知念かおり ▼ | 鈴木歩       | 加藤啓子 ▼   | 梅沢由香里   |           | 吉田美香   | 向井千瑛 ◎   | 奥田あや ▼  |   |
| 23 | 謝依旻     |  | 向井千瑛 ◎   | 鈴木歩       | 梅沢由香里 ▼ | 吉田美香     |           | 小山栄美 ▼ | 奥田あや     | 万波奈穂 ▼  |   |
| 24 | 謝依旻     |  | 向井千瑛 ◎   | 鈴木歩       | 吉田美香     | 奥田あや     |           | 桑原陽子 ▼ | 矢代久美子 ▼ | 万波奈穂 ▼  |   |
| 25 | 謝依旻     |  | 向井千瑛     | 鈴木歩       | 吉田美香     | 奥田あや ◎   |           | 加藤啓子 ▼ | 大澤奈留美 ▼ | 石井茜 ▼    |   |
| 26 | 謝依旻     |  | 奥田あや ▼   | 向井千瑛     | 鈴木歩       | 吉田美香 ▼   |           | 加藤啓子 ◎ | 知念かおり   | 石井茜 ▼    |   |
| 27 | 謝依旻     |  | 加藤啓子     | 向井千瑛 ▼   | 鈴木歩 ◎     | 知念かおり ▼ |           | 青木喜久代 | 万波奈穂     | 石井茜 ▼    |   |
| 28 | 謝依旻     |  | 鈴木歩       | 青木喜久代 ◎ | 万波奈穂 ▼   | 加藤啓子 ▼   |           | 藤沢里菜   | 知念かおり ▼ | 奥田あや    |   |
| 29 | 謝依旻     |  | 青木喜久代   | 奥田あや     | 藤沢里菜 ◎   | 鈴木歩       |           | 榊原史子 ▼ | 加藤啓子 ▼   | 石井茜 ▼    |   |
| 32 | 藤沢里菜   |  | 鈴木歩       | 上野愛咲美◎  | 謝依旻       | 向井千瑛 ▼   |           | 牛栄子     | 加藤千笑 ▼   | 辻華▼       |   |
| 33 | 藤沢里菜   |  | 上野愛咲美   | 鈴木歩       | 謝依旻       | 牛栄子▼      |           | 向井千瑛▼  | 仲邑菫◎      | 大森らん▼   |   |
| 34 | 藤沢里菜   |  | 仲邑菫       | 上野愛咲美◎  | 謝依旻▼      | 鈴木歩▼      |           | 牛栄子     | 小林泉美▼    | 上野梨紗    |   |
| 35 | 上野愛咲美 |  | 藤沢里菜◎    | 仲邑菫       | 牛栄子▼      | 上野梨紗     |           | 謝依旻     | 井澤秋乃▼    | 星合志保▼   |   |
| 期 | 女流名人   |  | 1            | 2            | 3            |              | 4         | 4          | 4            | 4           |   |
| 36 | 藤沢里菜   |  | 上野愛咲美◎  | 謝依旻       | 上野梨紗     |              | 星合志保▼ | 牛栄子▼    | 加藤千笑     | 横田日菜乃▼ |   |
| 期 | 女流名人   |  | 1            | 2            | 3            | 4            |           | 5          | 5            | 5           | 5 |
| 37 | 上野愛咲美 |  | 藤沢里菜     | 加藤千笑     | 謝依旻       | 上野梨紗     |           |            |              |             |   |

## 旧女流名人戦
NTV女流名人戦と呼ぶこともある。
- 主催 日本テレビ
- 優勝者と決勝戦（決勝1番勝負）

1. 1973年 木谷禮子 - 小川誠子
2. 1975年 木谷禮子 - 伊藤友恵

（第2期で終了）